# لي موروزاك
لي سيغفريد (بالإنجليزية: Lee Siegfried)‏ (ولد باسم لي أنطوني موروزاك (بالإنجليزية: Lee Anthony Mroszak)‏ في 11 ديسمبر 1968 في مينيسوتا، الولايات المتحدة) والمعروف أيضا باسم مونيكر في الهواء كابي المجنون (بالإنجليزية: Crazy Cabbie)‏ دي جيه أمريكي. كان يبث على تردد 92.3 من مدينة نيويورك وهو ضيف منتظم سابق في عرض هوارد ستيرن. في معرضه تناول موروزاك بانتظام مواضيع اليوم المتعلقة بالحياة في أمريكا. تشمل موضوعات موروزاك الموسيقى والروك.
عمل موروزاك سابقا في محطتي راديو في منيابولس سانت بول وقضى بعض الوقت كجزء من البرنامج الصباحي. فصل موروزاك من العمل في محطة الراديو بعد أن قام بتزوير خبر تواجد بريت فافر في فندق منيابولس مع امرأة أخرى غير زوجته.
بدأ موروزاك مسيرته الإذاعية كمتصل متكرر يعرف باسم «كابي» في برنامج أندي سافاج الذي يبث من منيابولس على تردد 93.7. عندما جاء برنامج هوارد ستيرن إلى المدينة انتقل موروزاك إلى البرنامج الصباحي صاحب أعلى تصنيف لبرنامج صباحي في منيابولس.
خدم موروزاك في الفرقة المحمولة جوا 82 خلال عملية عاصفة الصحراء. في برنامج هوارد ستيرن غالبا ما يناقش موروزاك خدمته المظلية خلال عملية عاصفة الصحراء والأحداث التي وقعت خلال فترة عمله كديجي راديو والعديد من الحوادث الغريبة في حياته الشخصية.